# Ben Wallace (politiker)
 For alternative betydninger, se Ben Wallace. (Se også artikler, som begynder med Ben Wallace)
Robert Ben Lobban Wallace (født 15. maj 1970) er en britisk politiker og tidligere officer i den britiske hær, som var forsvarsminister fra juli 2019 til august 2023. Han er medlem af det konservative parti og har været medlem af parlamentet (MP) siden 2005.
Før han blev involveret i politik, var Wallace kaptajn i Scots Guards. Han blev valgt i 1999 som konservativ til det skotske parlament (MSP) og var medlem af parlamentet indtil 2003. Han trak sig fra det skotske parlament og flyttede til Lancashire i England hvor han søgte valg til det britiske underhus. Efter han blev valgt ved parlamentsvalget i 2005 var han menigt parlamentsmedlem i 5 år. Fra 2010 til 2014 var han parlamentarisk privatsekretær for den daværende justitsminister, Ken Clarke. Wallace var parti-indpisker fra juli 2014 til maj 2015.
Efter parlamentsvalget i 2015 blev han parlamentarisk understatssekretær for Nordirland i Camerons flertalsregering. I 2016 blev han udnævnt til minister for sikkerhed og økonomisk kriminalitet af Theresa May, og beholdt denne post, indtil May forlod embedet i juli 2019. Wallace, som havde støttet Boris Johnson, blev forfremmet til forsvarsminister, da Johnson blev premierminister. Han fortsatte som forsvarsminister under Liz Truss og Rishi Sunak, hvilket gjorde ham til det medlem af det britiske kabinet, der havde siddet længst uafbrudt i samme stilling.
I juli 2023 meddelte han, at han havde til hensigt at træde tilbage som forsvarsminister ved den næste regeringsrokade, og at han ikke ville søge genvalg som parlamentsmedlem ved det næste parlamentsvalg. Han trådte formelt tilbage som forsvarsminister i august 2023.

## Opvækst og skolegang
Wallace er født 15. maj 1970 i Farnborough, Kent. Hans far var soldat i 1. King's Dragoon Guards og gjorde tjeneste i Malaya.
Wallace gik i skole på Millfield, en privatskole i Somerset. Mens han var i skole, deltog han i et officerskursus for Royal Scots Dragon Guards. Efter skolen tilbragte han nogen tid som skilærer ved den østrigske nationale skiskole i landsbyen Alpbach i Østrig.

## Militær karriere
Efter uddannelse som kadet ved Royal Military Academy Sandhurst blev Wallace i juni 1991 indsat i Scots Guards som sekondløjtnant. Fra 1991 til 1998 gjorde han tjenestetjente i Tyskland, Cypern, Belize og Nordirland. I april 1993 blev han forfremmet til løjtnant, og senere samme år fik han hædrende omtale for en hændelse i Belfast, hvor den patrulje, han kommanderede, fangede en hel IRA Active Service Unit (ASU), der forsøgte at udføre et bombeangreb mod britiske tropper. I 1996 blev han forfremmet til kaptajn.
I juni 1998 overgik Wallace fra aktiv tjeneste til at blive reserveofficer.

## Privatliv
Wallace blev gift med Liza Cooke i 2001. De mødtes, da hun var efterforsker i det skotske parlament, og Wallace var medlem af parlamentet. Hans kone arbejdede som assistent på deltid på hans kontor til 30. april 2019. De er siden blevet skilt. Parret har tre børn.